# Les Crêpes de monsieur Loup
Les Crêpes de monsieur Loup est un album de littérature jeunesse écrit et illustré par Jan Fearnley, publié en 2000 aux éditions Gründ. 

## Personnages
- Monsieur Loup
- Maître coq
- Le Petit Bonhomme de pain d'épices
- Le meunier
- Le petit chaperon rouge
- Les trois petits cochons

## Thèmes
Le regard des autres, les contes détournés,, l'intérêt de la lecture, de l'écriture, le loup